# Dicranophorus hauerianus
Dicranophorus hauerianus är en hjuldjursart som beskrevs av Wiszniewski 1939. Dicranophorus hauerianus ingår i släktet Dicranophorus och familjen Dicranophoridae. Inga underarter finns listade i Catalogue of Life.